# 1919 na Venezuela
Esta é uma cronologia dos principais fatos ocorridos no ano de 1919 na Venezuela.

## Livros
- Los extranjeros en Venezuela: su no admisión, su expulsión, de Guillermo Tell Villegas Pulido.
- Cesarismo democrático, de Laureano Vallenilla Lanz.

## Personalidades

### Mortes
- 29 de junho: José Gregorio Hernández (n. 1864) — médico, religioso.[1]